# Gervasio Antonio de Posadas
Gervasio Antonio de Posadas y Dávila (Buenos Aires, 18 giugno 1757 – Buenos Aires, 2 luglio 1833) è stato un politico argentino.
Fu un membro del secondo triumvirato argentino dal 19 agosto 1813 al 31 gennaio 1814. In séguito divenne direttore supremo, fino al 9 gennaio 1815.
I suoi studi iniziali furono al Convento di San Francisco, studi che proseguirono come praticante legale di Manuel José de Labardén. Nel 1789 venne nominato notaio generale del vescovato, e resse il posto fino agli eventi del maggio 1810. Egli non era consapevole dell'imminente rivoluzione e venne còlto di sorpresa quando il municipio venne occupato il 10 maggio; non fu d'accordo sul fatto che fosse stato occupato legittimamente. Le sue donazioni alla Sociedad Patriótica lo associarono alla fazione saavedrista, e i capi della rivolta del 5 aprile 1811 lo mandarono a Mendoza. Un mese dopo venne nominato procuratore per la città di Buenos Aires.
Il secondo triumvirato lo nominò, assieme a Nicolás Rodríguez Peña e Juan Larrea per la stesura di una costituzione da sottoporre all'attenzione dell'assemblea per il 1813, ed entrò a far parte del triumvirato quando l'assemblea gli garantì il potere esecutivo. Poco dopo, il 22 gennaio 1814, l'assemblea decise di concentrare il potere su di lui come Direttore Supremo delle Province Unite del Río de la Plata, ed egli entrò in carica subito dopo.
Durante il suo breve governo Saavedra e Campana vennero esiliati; in Europa, il definitivo allontanamento dal potere di Napoleone riportò Ferdinando VII sul trono di Spagna, con il conseguente ristabilimento dell'assolutismo e la decisione di inviare spedizioni per la riconquista dell'America. Di fronte allo scontro tra Artigas e l'Assemblea, inoltre, Posadas emise un decreto con il quale dichiarò fuorilegge il caudillo della Provincia Orientale e pose una taglia su di lui; le sconfitte dell'Esercito del Nord contro i realisti in Alto Perù e la sua successiva sollevazione, inoltre, lo costrinsero alle dimissioni.
Con la caduta della fazione di Alvear, nell'agosto 1815, Posadas venne incarcerato, e venne rinchiuso in 22 diverse prigioni nei sei anni successivi. Iniziò a scrivere le sue memorie nel 1829.